# Salomé (film, 1972)
Pour les articles homonymes, voir Salomé.
Pour plus de détails, voir Fiche technique et Distribution.
Salomé (Salomè) est un film italien réalisé par Carmelo Bene et sorti en 1972.
Adapté de la propre pièce homonyme de Carmelo Bene, elle-même adaptée de la pièce Salomé d'Oscar Wilde écrite en 1891, le film se présente comme une relecture psychédélique de la Bible dans un style très découpé, avec des dialogues répétitifs et une satire omniprésente.
Dans ce film, Salomé est la fille de la seconde épouse du roi Hérode. Ce dernier est séduit par Salomé. Après n'être pas parvenue à séduire le prophète Jean le Baptiste, elle danse pour le roi et demande son exécution.

## Synopsis
Hérode se gave avec ses convives dans la grande salle obscure de son palais, tandis qu'à son insu, une hideuse métamorphose se produit. Jésus-Christ, lors de la dernière Cène, se transforme en vampire, après avoir révélé aux apôtres le nom de celui qui le trahira. Les apôtres deviennent soudainement fous et commencent à déchirer un troupeau d'agneaux à mains nues, tandis que Judas s'enfuit avec les trente pièces d'argent. Entre-temps, Jésus entame un long pèlerinage, qui le fait ressembler davantage à un monstre qu'au fils de Dieu.
De retour au palais, Hérode réussit à faire capturer Iokanhaan (Jean le Baptiste), celui qui a prophétisé contre les riches en faveur du Christ. Il apparaît comme un homme âgé, désemparé et malmené par ses convives lubriques. Tout le monde a du dégoût pour lui et voudrait qu'il meure immédiatement. L'intervention de Salomé, la fille d'Hérodiade, sauve le prophète. Salomé concentre tous les vices : elle est brune, chauve, ridée et parle avec un bégaiement. De plus, ses perversions sexuelles sont clairement évidentes.
Elle est étonnée par la façon courageuse et anticonformiste de parler de John et aimerait le revoir, bien qu'elle soit rappelée à de nombreuses reprises par le conseiller de son père. D'un énorme panier dans une mare d'eau, Jean le Baptiste réapparaît. Apercevant Salomé, il commence à l'insulter copieusement dans le dialecte apulien. Au lieu de se mettre en colère, Salomé éprouve du plaisir et de l'engouement pour lui. Mais Jean le Baptiste se fait emprisonner après qu'une nouvelle dispute eût éclaté. L'élément frappant et répétitif du film est la figure d'un homme riant qui coupe une pastèque en deux avec son sabre : un signe avant-coureur de la décapitation de Jean le Baptiste, qui n'est cependant jamais montrée.
Le film se termine par la scène de la danse des sept voiles et la demande de Salomé à Hérode de lui donner la tête de Jean le Baptiste.

## Fiche technique
Sauf indication contraire, les informations mentionnées dans cette section peuvent être confirmées par la base de données cinématographiques IMDb,  présente dans la section « Liens externes ».
- Titre français : Salomé[1]
- Titre original italien : Salomè[2]
- Réalisation : Carmelo Bene
- Scénario : Carmelo Bene selon sa pièce, elle-même adaptée de la pièce Salomé d'Oscar Wilde
- Photographie : Mario Masini (it)
- Montage : Mauro Contini
- Musique : Georges Bizet, Giacomo Puccini, Richard Strauss, Piotr Ilitch Tchaïkovski, Johannes Brahms, Franz Schubert
- Société de production : Italnoleggio Cinematografico
- Pays de production :  Italie
- Langue originale : italien
- Format : Couleur par Eastmancolor - 1,33:1 - Son mono - 35 mm
- Genre : Essai avant-gardiste[1]
- Durée : 76 minutes
- Dates de sortie : 
  - Italie : août 1972 (Mostra de Venise 1972) ; 20 octobre 1972 (en salles)
  - France : 23 janvier 1974[1]

## Distribution
- Carmelo Bene : Hérode / Honoré (tétrarque de Galilée)
- Lydia Mancinelli : Hérodiade
- Alfiero Vincenti (it) : Le mari d'Hérodiade
- Veruschka : Myrrhina
- Donyale Luna : Salomé
- Franco Leo : Jésus-Christ
- Giovanni Davoli : Iokanaan (Jean le Baptiste)
- Piero Vida (it) : Narraboth
- Tom Galleés
- Roberto Gnozzi
- Daria Nicolodi
- Marco Carelli
- Dakar
- Juan Fernadez
- Ornella Ferrari
- Luciana Cante

## Production
Le film a été tourné à Cinecittà et a coûté environ 150 millions de lires.
Pour l'adaptation de la pièce, Carmelo Bene a apporté des modifications importantes au scénario. Le film est censé se dérouler dans le palais d'Hérode Antipas, bien que les costumes des personnages et les accessoires suggèrent un certain anachronisme.
Reprenant Salomé d'Oscar Wilde, le penchant transgressif du réalisateur a inspiré une interprétation résolument insolite et personnelle. Il faut évaluer le fait que Bene considère ses versions non pas des réinterprétations ou des réinterprétations d'un texte, mais une restitution du « sens métaphysique du théâtre » ainsi défini par Pierre Klossowski. Carmelo Bene explique sa Salomé comme...

« ... l'impossibilité du martyre dans un monde présent, non plus barbare, mais exclusivement stupide. »

— Carmelo Bene